# Les Fatals Picards

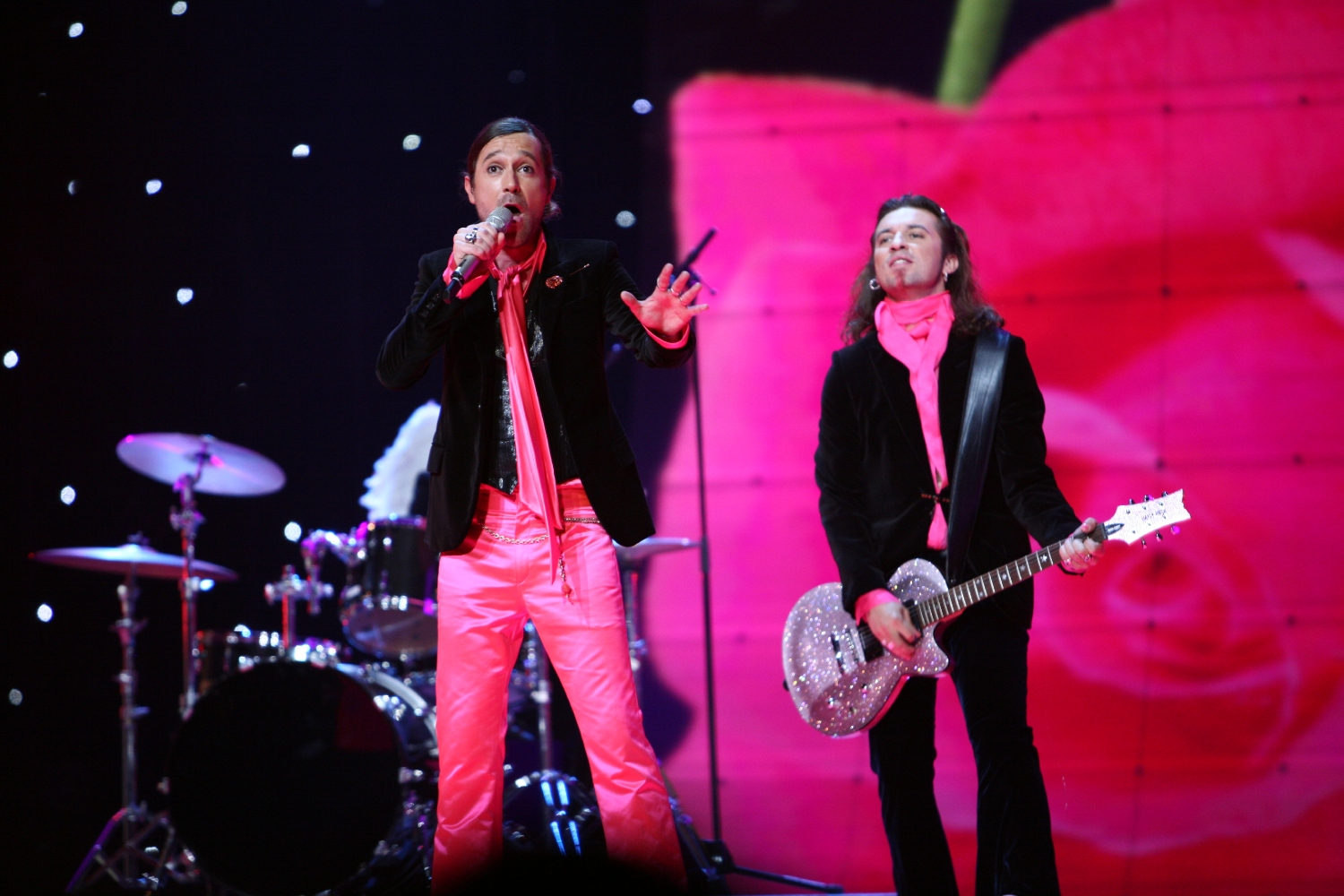
Les Fatals Picards a Eurovisió 2007.

Les Fatals Picards és una banda musical francesa. Les seves cançons són una barreja de gèneres, des de la chanson francesa, al rock, punk i reggae. Creada amb aquest nom el 1998, la banda està formada per Ivan (veu), Laurent (guitarra), Jean-Marc (bateria), Yves (baix) i Paul. Van representar França al Festival de la Cançó d'Eurovisió 2007 amb la cançó L'amour à la française, que és una sàtira de tots de tòpics sobre París cantada en una barreja macarrònica de francès i anglés. Van quedar en 22è lloc de 24 participants a la final.

## Discografia
- Les onze y trônent (1999)
- Amiens c'est aussi le tien - D.I.Y. (2000)
- Navet Maria - Next Music - (2001)
- Droit de véto - Next Music - (2003)
- Picardia Independenza (2005)
- Pamplemousse mécanique (2007)
- Public (2008)
- Collection d'hiver(s) 2009  (2008)
- Le sens de la gravité (2009)

## Membres
Actuals
- Laurent Honel : guitarra/veu/baix (2000-)
- Jean-Marc Sauvagnargues : bateria (2002-)
- Paul Léger : veu (2004-)
- Yves Giraud : baix (2005-)

Antics
- Ivan Callot : veu/guitarra (1997-2007)
- Thierry Manière : veu (1997-1999)
- Bertrand Le Roy : veu (1997-1999)
- Regis Rodrigues : veu (2000-2001)
- Gilles Di Giovanni : bateria (2000-2001)
- Eric Charpentier : baix (2000-2001)
- Olivier Delafosse, anomenat Oldelaf : guitarra (2003-2004)
- Jonathan Bénisty : baix (2004-2005)